# Dorfkirche Schmolde

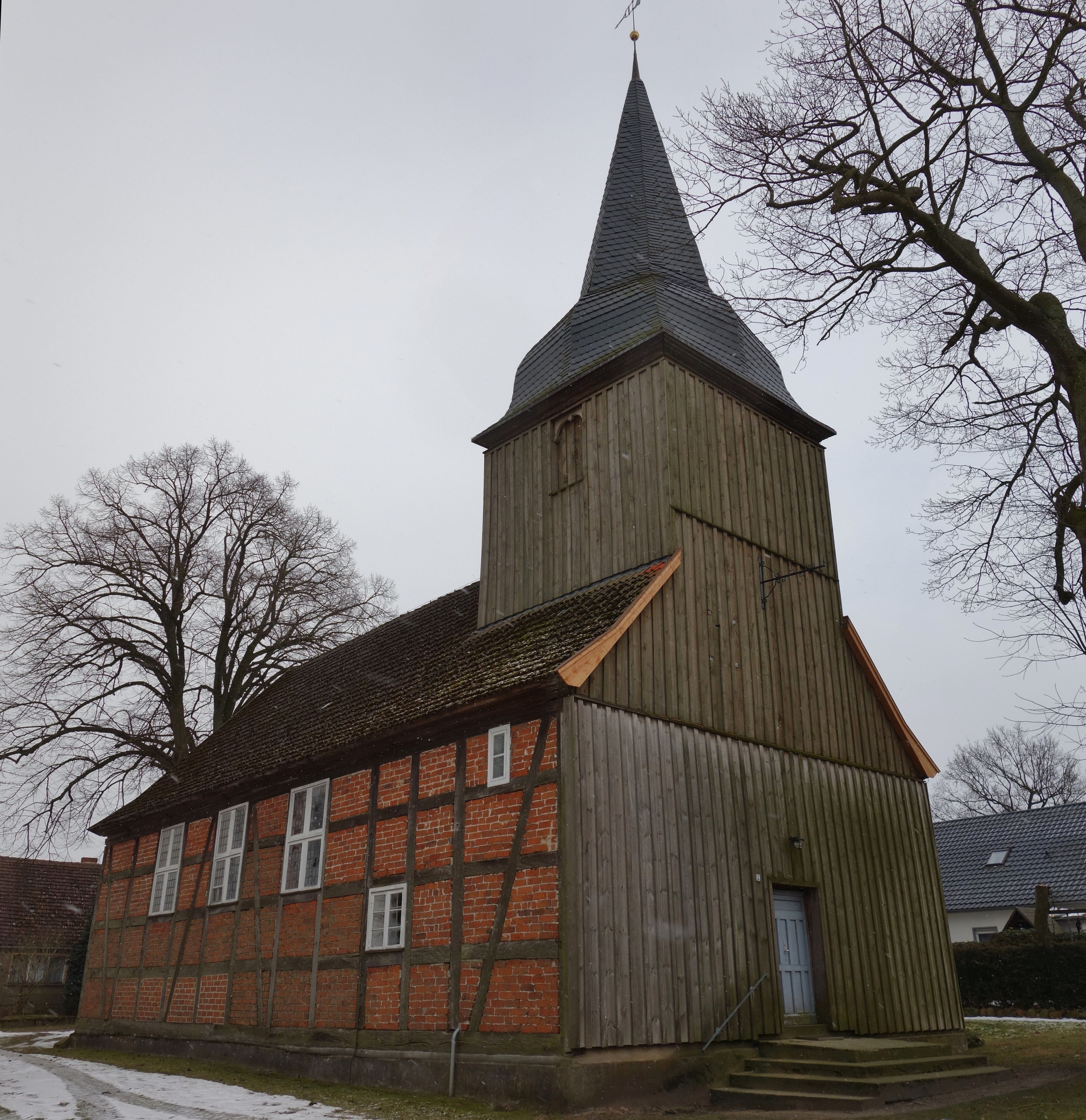
Dorfkirche Schmolde

Die evangelische, denkmalgeschützte Dorfkirche Schmolde steht in Schmolde, einem Ortsteil der Stadt Meyenburg im Landkreis Prignitz in Brandenburg. Die Kirche gehört zum Pfarrsprengel Meyenburg im Kirchenkreis Prignitz der Evangelischen Kirche Berlin-Brandenburg-schlesische Oberlausitz.

## Beschreibung
Die Fachwerkkirche wurde 1730 erbaut. Sie besteht aus einem Langhaus, dessen Gefache bis auf die Westseite mit Backsteinen ausgefüllt sind, und über dessen Giebel im Westen sich ein mit Brettern verkleideter quadratischer Dachturm erhebt, der mit einer schiefergedeckten Glockenhaube bedeckt ist, auf dem ein achtseitiger, Spitzhelm sitzt.
Der Innenraum ist mit einer Holzbalkendecke überspannt. Die Decke und die Unterseite der Empore im Westen wurden 1928 von Robert Sandfort bemalt. Über der Empore befinden sich zwei senkrecht stehende Holzbalken, die den Dachturm tragen. Die Kirchenausstattung stammt im Wesentlichen aus der  Bauzeit. Die spätgotische Predella, auf der ein Schmerzensmann gemalt ist, verbindet den Kanzelaltar mit der barocken Kanzel, die von zwei geschnitzten Statuen flankiert wird, die Petrus und Paulus darstellen. Die polygonale Brüstung ist mit den vier Evangelisten bemalt. Der Taufengel vom Anfang des 18. Jahrhunderts ist nur spärlich mit einem Palmwedel umhüllt. An der Nordwand befindet sich eine Patronatsloge.
Die Orgel wurde 1868 von Wilhelm Heerwagen gebaut.